# デイビッド・ディクソン・ポーター
デイビッド・ディクソン・ポーター（David Dixon Porter、1813年6月8日-1891年2月13日）は、アメリカ合衆国の海軍軍人。南北戦争の英雄の一人。最終階級は海軍大将。
ポーターは海軍少将 (rear admiral) の位を得た最初のアメリカ海軍士官の一人であり、南北戦争の前には「提督」 (admiral) が王党派の意味合いがあると考えられたために、海軍代将 (Commodore) より高い位に昇った士官はいなかった。

## 南北戦争前の経歴
ポーターはペンシルベニア州チェスターで、米英戦争の英雄であるデイビッド・ポーター海軍准将（1780年-1843年）の息子として生まれた。1826年にメキシコ海軍の士官候補生として海の経歴が始まり、その後ニューヨークのコロンビア大学に進んだ。1829年2月2日に士官候補生としてアメリカ海軍に入隊した。1836年から1840年は海岸測量に配置され、その後ブラジルの水域を巡航した。次にワシントンD.C.のアメリカ海軍天文台で勤務した。米墨戦争にも参戦した。

## 南北戦争での従軍
1861年、ポーターはUSSポーハタンを指揮して海軍のメキシコ湾戦隊に加わった。4月22日に海軍中佐、1863年2月7日に海軍大佐に昇進した。1862年のルイジアナ州ニューオーリンズに対してミシシッピ川を遡る遠征（ニューオーリンズの戦い）には、21隻の砲艦と幾隻かの蒸気船を率いて加わった。
1862年から1863年にかけてのユリシーズ・グラントが率いたビックスバーグ方面作戦では、ポーターがその旗艦USSブラックホークに乗ってミシシッピ川戦隊を指揮した。グラントはビックスバーグに近付き攻略するために一連の独創性を発揮し、これが「グラントのバイユー作戦」と呼ばれている。その共通目的は、南軍の砲台下にあるミシシッピ川を直接接近する必要性無しに、ビックスバーグから射程内に軍隊を配置できる別の水路を使いあるいは建設することだった。しかし「グラントのバイユー作戦」はことごとく失敗した。グラントはその確固たる決断力で知られており決して諦めなかった。最後の選択肢は大胆だったが危険を伴うものだった。ミシシッピ川西岸を下り、ビックスバーグの南で川を渉り、南と東からビックスバーグを攻撃するかナサニエル・バンクスの軍隊と合流し、ポートハドソンを占領し、続いて協働してビックスバーグを征服するというものだった。ビックスバーグより上流にいたポーターの戦隊は砲台の下をかいくぐり十分な砲艦と輸送船をビックスバーグの南で確保する必要があった。一端下流に出てしまうと川の流れで速度が極端に遅くなるので、もう一度ビックスバーグの砲台の下を過ぎることはできないはずだった。
1863年4月16日、月の無い晴れた夜に、ポーターは7隻の砲艦と3隻の物資を積み兵士は載せていない輸送船をビックスバーグの崖下に送った。音や灯りは極力出さないようにしていた。しかし準備の効果が無かった。南軍の歩哨が艦影を認め、崖上の砲台から大量の砲弾が発射された。視認性を高めるために川岸に炬火が灯された。北軍の砲艦が応射した。ポーターは南軍の大砲が仰角を抑えられないために主に北軍艦船の上の方に撃ってきていることを観察し、艦船を砲台の真下にあたる東岸に寄せさせた。非常に接近したので南軍の指揮官が命令を出す声も聞こえ、砲弾は頭の上を飛びすぎた。北軍戦隊はほとんど損傷無く生き残った。13名が負傷しただけで死者はいなかった。「ヘンリー・クレイ」号が航行不能になり水際で燃えた。4月22日、他の6隻の艦船が物資を積んで同じように通過した。1隻が通過できなかったが、戦死者は出なかった。乗組員は舟の残骸に乗ったまま下流に流された。
次はグラント軍をミシシッピ川の西から東に渡す必要があった。1863年4月29日、ポーターは7隻の鋼製被覆砲艦を率い、グランド湾の要塞と砲台を沈黙させその地域をジョン・A・マクラーナンド少将の第13軍団で確保する意図で攻撃を始めた。輸送船や艀も伴っていた。7隻の砲艦による攻撃は午前8時に始まり、午後1時半まで続いた。この戦闘中、砲艦は南軍大砲から100ヤード (90 m)以内まで接近しウェイド砦の下部砲台を沈黙させた。コバン砦の上部砲台までは届かず、砲撃が続いた。北軍の砲艦（そのうちの1隻USSタスカンビアは動けなくなった）と輸送船は後退した。しかし、暗闇が訪れてから、砲艦が再度南軍の大砲に砲撃を始め、その間に蒸気船や艀は難所を擦り抜けた。グラントはその軍隊を陸路進ませ、グランド湾の下流カフィ・ポイントまで進ませた。輸送船がグランド湾を過ぎた後で、ディシャルーンのプランテーションで兵士を載せ、グランド湾より下流のブルーンズバーグで川向こうの岸に降ろした。この部隊は直ちに陸路をポートギブソンに向かった。ポーターはこのグランド湾の戦いで水陸共同作戦を遂行中に頭を負傷したと言われる。
7月4日に海軍少将に昇進したが、これはビックスバーグの南軍が降伏した日だった。1864年4月には連邦議会から「陸軍と協力しミシシッピ川を開放したときに、彼とその戦隊が示した優れた技術、忍耐および勇敢さに対して」感謝状を受けた。
1864年のレッド川方面作戦では、南軍のジョナサン・H・カーターの指揮する改装砲艦ミズーリを降伏に追い込んだ。

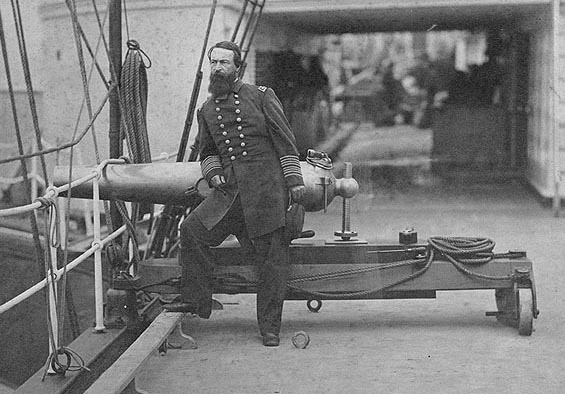
USSマルバーン艦上のポーター

1864年にポーターは北大西洋封鎖戦隊を指揮することになり、60隻の艦船を率いて、1865年1月の第二次フィッシャー砦の戦いに参戦し砦の奪取に成功した。1月15日、ポーターの砲艦が砦の海側に対して砲火を開き、正午までに2門の大砲を除き沈黙させた。その間にアルフレッド・テリー少将の陸軍が砦に入ったが、かなりの苦戦を強いられた。ポーターの砲艦は北軍の士気を維持することに貢献した。その砲手の照準は恐ろしく正確であり、北軍が海側の防壁に近付くにつれて守備隊を排除した。この戦功でポーターは再度次のような議会の感謝状をうけた。
1865年3月遅く、南北戦争も終戦間近となった頃、北軍の総司令官グラントはエイブラハム・リンカーン大統領にバージニア州シティポイントにあったその作戦本部を訪れるよう誘った。この時、ウィリアム・シャーマンがたまたまノースカロライナ州からシティポイントに来合わせ、またポーターもその仲間に加わった。その結果リンカーン、グラント、シャーマンおよびポーターが大統領船リバークィーン号に集まった。この4日間の会合はジョージ・P・A・ヒーリーの有名な絵画『"平和の作り手達"』で記念されている。

## 戦後の経歴
ポーターは1866年7月に海軍中将に、1870年10月17日に海軍大将に昇進した。このことで戦後時代の最上級士官になった。戦後の任務はアメリカ海軍航行局長だった。1866年から1870年は海軍兵学校の校長を務めた。ポーターは死ぬまでに幾冊かの海軍に関する本や小説を書いた。ポーターはワシントンD.C.（ある資料ではペンシルベニア州ハリスバーグ）で死に、アーリントン国立墓地に埋葬されている。
ポーターは生涯現役で過ごしたが、これはアメリカ海軍の士官として他に2人しかいないという栄誉である。

## 家族
ポーターは1839年3月10日にジョージー・アン・パターソンと結婚した。夫妻には10人の子供が生まれ、その中にはカーライル・パターソン・ポーター中佐がいる。
ポーターの妻はダニエル・パターソン海軍准将（やはり米英戦争の英雄）の娘であり、このことでカーライル・ポロック・パターソンやトマス・H・パターソン提督とは義兄弟になった。兄はウィリアム・D・ポーター海軍准将、乳兄弟はデヴィッド・ファラガット提督である。またアメリカ陸軍のフィッツ・ジョン・ポーターとは従兄弟、南軍の将軍トマス・A・ハリスとは義兄弟だった。

## 著作
ポーター提督は数冊の本を著した。
- アメリカ海軍デイビッド・ポーター海軍准将の伝記（1875年出版、父に関する著作）
- ハリー・マーリンの冒険（1885年）
- アラン・デアとロバート・ル・ディアブル（1885年）
- アーサー・マートン、小説（1885年）
- 南北戦争の出来事と逸話（1885年）
- 南北戦争海軍の歴史（1886年）
- 経験豊富な船乗り：海兵のためと目された話（共著、1876年）
- 南北戦争の戦闘絵解き（1885年）

## 遺産
アメリカ海軍の5隻の艦船が、ポーターとその父に因んでUSSポーターと名付けられた。4代目は駆逐艦ポーター (DD-800)、5代目はポーター (ミサイル駆逐艦)で現役である。海軍兵学校のポーター道路（またの名は士官道路）もポーターに因んで名付けられた。